# Vladimir Volochin
Vladimir Volochin, né en 1961 en URSS est un coureur cycliste soviétique des années 1980.

## Biographie
En 1979, il se distingue dans les championnats du monde juniors. Associé à trois équipiers, il remporte le titre mondial de la course contre-la-montre par équipes. Cependant après 3 bonnes saisons et une victoire au Tour d'Italie amateurs, il n'est plus présent sur les routes de l'Europe occidentale.  
En 1981, membre de l'équipe d'URSS, sélectionné pour le Tour de l'Avenir, il termine cette course à la 15e place, participant au succès de son équipe dans le challenge collectif. 
En 1982, Vladimir Volochin, militaire, est licencié au club des Forces armées de Tselinograd, dans la République socialiste fédérative du Kazakhstan.
Il est sélectionné dans l'équipe de l'URSS pour participer au Tour d'Espagne open 1985 et 1986. Affrontant des cyclistes mieux aguerris il ne démérite pas, lors de la seconde expérience.

## Palmarès

### Palmarès année par année
- 1979
  -  Champion du monde du contre-la-montre par équipes juniors (avec Viktor Demidenko, Sergei Starodubschev et Sergueï Schpak)
- 1981
  - 2e du Tour de l'URSS
- 1982
  - Tour de Slovaquie :
    - Classement général
    - 1re étape

  - 2e étape du Tour de Yougoslavie
- 1983
  - Tour d'Italie amateurs[2]
  - Tour de l'URSS
  - 3e étape du Grand Prix Guillaume Tell
  - 2e du Tour européen Lorraine Alsace[3]

### Autres résultats
- 1981
  - 15e du Tour de l'Avenir
- 1982
  - 5e du Tour de Yougoslavie

### Tour d'Espagne
2 participations
- 1985 : abandon
- 1986 : 32e